# Батт, Клара
Дама ордена Британской империи Клара Эллен Батт (англ. Dame Clara Ellen Butt; 1 февраля 1872, Саутуик, Сассекс, Великобритания — 23 января 1936, Норт-Сток, Оксфордшир, Великобритания), в некоторых источниках — Клара Батт-Рамфорд (в браке) — британская певица-контральто.
В честь Клары Батт назван сорт тюльпанов.

## Биография

### Карьера
Дочь морского капитана. В 1880 году семья переехала в Бристоль, где в школе отметили талант Клары к пению. По просьбе её классной руководительницы её отдали в обучение известному басу Дэниэлу Рутхему, директору Бристольского фестивального хора. В январе 1890 г. она завоевала стипендию Королевского музыкального колледжа. На 4-м курсе она провела несколько месяцев в Париже за счёт королевы Виктории. Также обучалась в Берлине и в Италии.
Профессиональный дебют состоялся в Альберт-холле в Лондоне, в кантане А. Салливана «Золотая легенда» 7 декабря 1892 года. Через три дня она выступила в роли Орфея в опере Глюка «Орфей и Эвридика» в Лицейском театре в Лондоне. Бернард Шоу писал в своей статье в журнале The World, что она «превзошла все возможные ожидания» (14 декабря 1892 г.).
Она вернулась в Париж, где продолжала учиться у Жака Буи, а позднее у сопрано Этельки Герстер в Берлине. Камиль Сен-Санс хотел, чтобы Клара исполнила партию в его опере «Самсон и Далила», однако из-за запрета на изображение библейских сюжетов на оперной сцене, действовавшего тогда в Великобритании, его замысел не удался.
Помимо великолепных артистических данных, Клара обладала яркой внешностью, её рост составлял 188 см. Клара часто записывалась на граммофон, однако в основном выступала на концертах и лишь два раза изредка в опере — оба раза это была опера Глюка «Орфей и Эвридика» (1892 и 1920 гг.).
Эдвард Элгар сочинил свои «Морские картины» (Sea Pictures) для контральто и оркестр специально для Клары. Клара неоднократно сотрудничала с Элгаром, исполнив, в частности, его получившую известность как «неофициальный гимн Англии» песню Land of Hope and Glory.
Во время 1-й мировой войны Клара организовала множество благотворительных концертов, в которых пела сама. За это в 1920 г. она была удостоена ордена Британской империи. В том же году она выступала в Ковент-Гардене в опере «Орфей и Эвридика», и, согласно рецензии в «Таймс», пела слишком быстро, теряя подчас ритм, что испортило впечатление от оперы.

## Личная жизнь
В 1900 г. Клара вышла замуж за певца-баритона Кеннерли Рамфорда, и с тех пор неоднократно выступала с ним на концертах. В браке родились два сына и дочь. Клара совершила немало гастрольных туров в различные страны мира, в том числе в Японию, Австралию, Канаду и США, неоднократно отмечалась королевскими благодарностями.
Три сестры Клары также стали профессиональными певицами.
Личную жизнь Клары омрачили несколько трагедий. Её старший сын умер от менингита ещё в школьном возрасте, а младший покончил жизнь самоубийством. В 1920-е годы Клара заболела раком позвоночника, однако продолжала выступать. Последние записи она сделала, находясь в инвалидном кресле.